# الشركة الوطنية لاستغلال وتوزيع المياه
الشركة الوطنية لاستغلال وتوزيع المياه وتعرف أيضا باسم الصوناد (SONEDE) (بالفرنسية: SOciété Nationale d'Exploitation et de Distribution des Eaux)، هي الشركة الحكومية المكلفة بمعالجة وتوزيع المياه الصالحة للشرب في تونس. يرجع تأسيسها إلى سنة 1968 وهي مصنفة كمؤسسة عمومية غير إدارية تخضع لإشراف وزارة الفلاحة والموارد المائية. وزعت الشركة سنة 2005 390 مليون متر مكعب من المياه ل1،9 مليون مشترك عبر شبكة طولها 41200 كم. تشغل الشركة 6930 شخصا وقد بلغت إيراداتها سنة 2005، 210 مليون دينار تونسي.

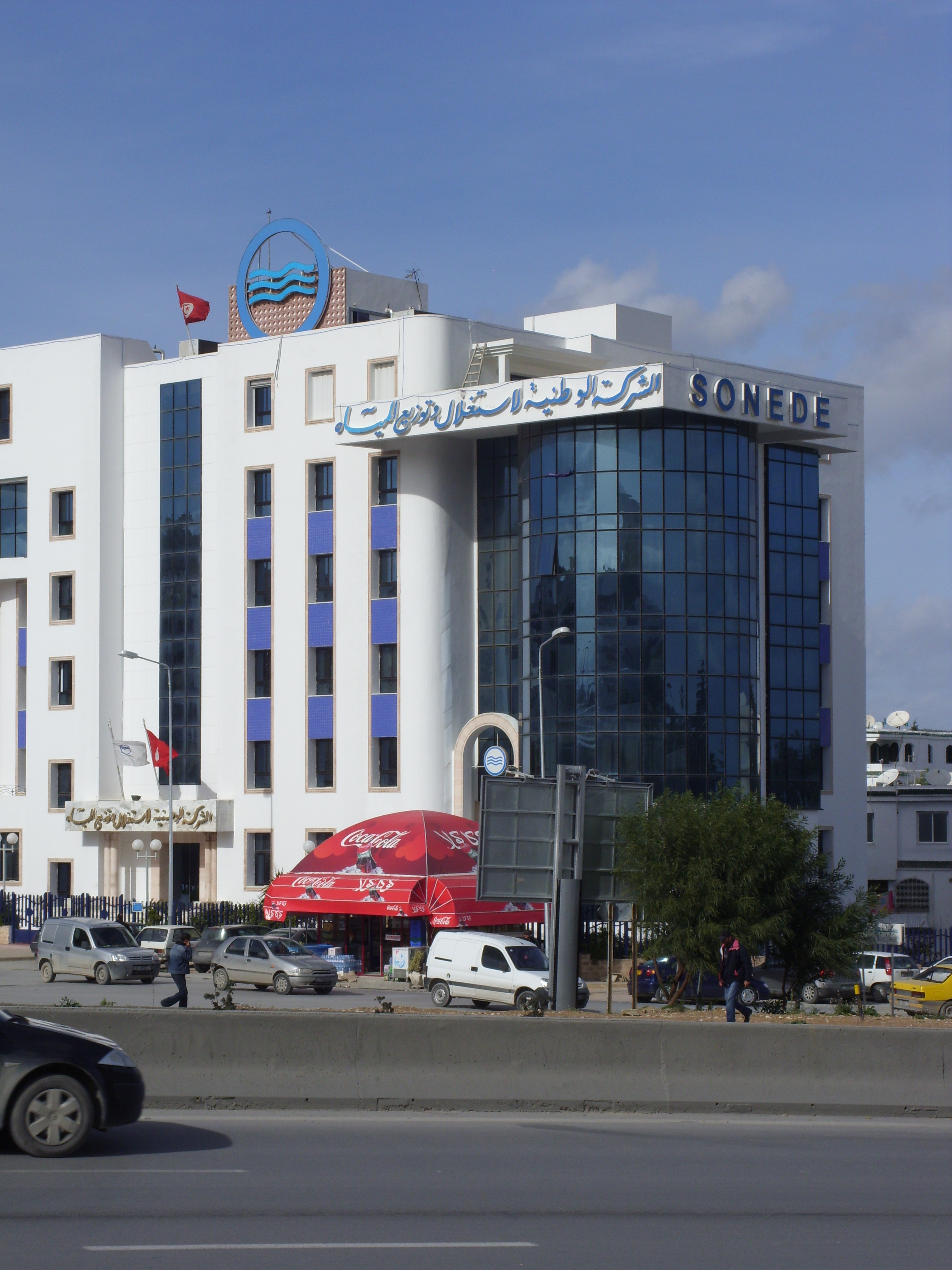
مقر الشركة الوطنية لاستغلال وتوزيع المياه بجهة المنار

## وصلات خارجية
- الشركة الوطنية لاستغلال وتوزيع المياه